# خورودوو
خورودوو (به لهستانی:  Horodło) یک روستا در لهستان است که در گمینا خورودوو واقع شده‌است. خورودوو ۱٬۲۰۰ نفر جمعیت دارد.